# Ed Sheeran: The Sum of It All
Ed Sheeran: The Sum of It All (no Brasil, Ed Sheeran: A Soma de Tudo; em Portugal: Ed Sheeran: Tudo Somado) é uma série documental produzida em 2023, exibida pelo serviço de streaming Disney+, para marcar os quinze anos de carreira do cantor e compositor britânico Ed Sheeran.
A série foi dividida em quatro partes — Love (Amor), Loss (Perda), Focus (Foco), e Balance (Equilíbrio) —, e  acompanha a vida de Sheeran, desde sua infância até o alcance do estrelato, trazendo imagens inéditas de seus arquivos pessoais, entrevistas, apresentações e detalhes sobre sua carreira musical e sua vida pessoal, como o fato de que sua gagueira, quando criança, foi curada graças a Sheeran ter decidido aprender as músicas do rapper Eminem, todas muito rápidas e entrecortadas.

## Episódios
Cada episódio da série documental traz uma grande carga emocional. Ed Sheeran inicialmente acreditava que o documentário trataria da produção de seu quinto álbum solo, Subtract, que seria lançado praticamente ao mesmo tempo que o documentário.
O primeiro episódio da série contém filmagens exclusivas da infância de Ed Sheeran, e descreve como o uso da internet foi importante para lançar sua carreira. As gravadoras ainda não estavam interessadas no artista, mas um jovem empreendedor, Jamal Edwards, o colocou em seu canal do YouTube, o SBTV e, depois que "The A-Team", música de estreia de Sheeran, apareceu online em 2010, sua ascensão à fama foi consolidada.
A história de amor entre Sheeran e sua esposa, Cherry Seaborn, também é retratada em detalhes no primeiro episódio, inclusive a noticia da existência de um tumor, que ela descobriu durante a gravidez da segunda filha do casal, Jupiter. Isso fez com que ela se perguntasse qual seria seu legado, se morresse, pergunta que Ed Sheeran também se fez. A vontade do artista, de dizer às pessoas que não era simplesmente uma máquina de música ou um robô, foi o que fez com que concordasse em fazer um filme em primeiro lugar.
Loss traz cenas da turnê 'Divide', destacando uma grande rede de amigos de infância próximos a Sheeran, além de explorar as dificuldades que se seguiram à morte de seu amigo Jamal, em 2022. Durante o terceiro episódio, Focus, Cherry demonstra estar preocupada com o fato de que Ed mergulhe em trabalho para se afastar do sentimento de luto que deveria estar sentindo por Jamal, enquanto o artista é mostrado dando o máximo de si durante as gravações de seu álbum, Subtract.
Em Balance, último episódio da série documental, o casal reflete sobre como gerencia os desafios de equilibrar sua vida familiar, quando precisam passar muito tempo separados — Sheeran está nos Estados Unidos, promovendo sua turnê —, além de olharem para o futuro com uma nova perspectiva de vida.

## Créditos

### Elenco[8]
- Ed Sheeran
- Cherry Seaborn

### Equipe[8]
- David Soutar, diretor
- Ben Winston, produtor executivo
- Ben Turner, produtor executivo